# Братонеж
Братонеж — деревня в Собинском районе Владимирской области России, входит в состав Копнинского сельского поселения.

## География
Деревня расположена на берегу одноимённого озера в 8 км на запад от центра поселения села Заречного и в 25 км на юго-запад от райцентра города Собинка. 

## История
В конце XIX — начале XX века деревня входила в состав Копнинской волости Покровского уезда, с 1926 года в составе Болдинской волости Владимирского уезда. В 1859 году в деревне числилось 8 дворов, в 1905 году — 14 дворов, в 1926 году — 42 хозяйств.
С 1929 года деревня входила в состав Копнинского сельсовета Собинского района.

## Население
| 1859 | 1905 | 1926 | 2002 | 2010 | 2021 |
| ---- | ---- | ---- | ---- | ---- | ---- |
| 49   | ↘48  | ↗169 | ↘8   | ↘2   | ↘1   |